# Allen (Texas)
Allen je město v okrese Collin County ve státě Texas ve Spojených státech amerických. K roku 2020 zde žilo 104 627 obyvatel. S celkovou rozlohou 68,4 km² byla hustota zalidnění 1 530,6 obyvatel na km².
Město je severním předměstím metropolitní oblasti Dallas-Fort Worth, přičemž se nachází asi 32 kilometrů severně od Dallasu a asi 30 mil severovýchodně od Dallas-Fort Worth International Airport. Nachází se v oblasti s vlhkým subtropickým podnebím.
V květnu 2023 se ve městě odehrála masová střelba, při níž zemřelo devět osob včetně útočníka.